# Pallacanestro Reggiana 2012-2013
Questa voce raccoglie le informazioni riguardanti la Pallacanestro Reggiana nelle competizioni ufficiali della stagione 2012-2013.

## Stagione
La stagione 2012-2013 del Pallacanestro Reggiana sponsorizzata Trenkwalder, è la 15ª nel massimo campionato italiano di pallacanestro, la Serie A.
All'inizio della nuova stagione la Lega Basket decise di modificare il regolamento riguardo al numero di giocatori stranieri da schierare contemporaneamente in campo. Si decise così di optare per la scelta della formula con 7 giocatori stranieri di cui massimo 3 non appartenenti a Paesi appartenenti alla FIBA Europe o alla convenzione di Cotonou.

## Roster

### Staff tecnico e dirigenziale
- Allenatore: Massimiliano Menetti
- Assistente: Flavio Fioretti
- Assistente: Devis Cagnardi
- Preparatore atletico: Emanuele Tibiletti
- Medico: Vincenzo Guidetti
- Fisioterapista: Francesco Violi

- Presidente: Ivan Paterlini
- Vice-presidente: Daniela Palazzi
- Amministratore delegato: Alessandro Dalla Salda
- Direttore sportivo: Alessandro Frosini
- Responsabile amministrativo: Diana Basile
- Segreteria generale: Fabrizia Paolini
- Segreteria amministrativa: Stefania Martini
- Relazioni esterne: Gaia Spallanzani
- Ufficio stampa: Gaia Spallanzani
- Responsabile sito Internet: Gaia Spallanzani
- Responsabile sito Internet: Claudio Panzera
- Addetto agli arbitri: Claudio Panzera
- Addetto agli arbitri: Gianni Pastarini
- Responsabile statistiche Lega: Leo Ergelini
- Resp.le tecnico settore giovanile: Andrea Menozzi

## Mercato
| Arrivi | Arrivi            | Arrivi         | Arrivi     |
| R      | Nome              | da             | Modalità   |
| ------ | ----------------- | -------------- | ---------- |
| P      | Andrea Cinciarini | Pall. Cantù    | definitivo |
| P      | Dominic James     | Partizan       | definitivo |
| G      | Mladen Jeremić    | Vršac          | definitivo |
| AG     | Greg Brunner      | Pall. Cantù    | definitivo |
| C      | Samuel Deguara    | Pall. Treviso  | definitivo |
| AP     | Ojārs Siliņš      | Stella Azzurra | definitivo |

| Partenze | Partenze           | Partenze          | Partenze       |
| R        | Nome               | a                 | Modalità       |
| -------- | ------------------ | ----------------- | -------------- |
| P        | Dawan Robinson     | Skyl. Francoforte | fine contratto |
| G        | Kenneth Viglianisi | PMS Torino        | fine contratto |
| AP       | Rodolfo Valenti    | A. Costa Imola    | fine contratto |
| AG       | Giovanni Pini      | B.blù Bologna     | prestito       |
| C        | Roberto Chiacig    | Pall. Biella      | fine contratto |
| P        | Fabio Ruini        | Vanoli Cremona    | fine contratto |
| GA       | Matteo Frassineti  | Scaligera Verona  | fine contratto |
| PG       | Enrico Germani     | Viola R. Calabria | prestito       |

## Risultati

### Serie A

#### Regular season

##### Girone di andata
| Arbitri: | Paolo Taurino (Vignola) Alessandro Vicino (Argelato) Emanuele Aronne (Viterbo) |

|                                 |            |                           |
| Brunner 13 Jeremić 10 Taylor 10 | Punti      | 13 Brown 10 Kangur 9 Ress |
| Cinciarini 3                    | Assist     | 5 Hackett                 |
| Taylor 10                       | Rimbalzi   | 7 Moss                    |
| Massimiliano Menetti            | Allenatori | Luca Banchi               |

| Arbitri: | Roberto Chiari (Ponzano Veneto) Marco Giansanti (Roma) Lorenzo Baldini (Firenze) |

|                                               |            |                                             |
| Young 10 Diawara 9 Bulleri, Clark, Williams 8 | Punti      | 15 Cinciarini 9 Antonutti 7 Jeremić, Taylor |
| Young 3                                       | Assist     | 3 Cinciarini                                |
| Williams 11                                   | Rimbalzi   | 13 Brunner                                  |
| Andrea Mazzon                                 | Allenatori | Massimiliano Menetti                        |

| Arbitri: | Tolga Sahin (Messina) Carmelo Lo Guzzo (Pisa) Massimiliano Barni (Conegliano) |

|                           |            |                                    |
| Goss 15 Czyż 15 Datome 13 | Punti      | 20 Brunner 16 Cinciarini 11 Taylor |
| Taylor 6                  | Assist     | 4 Cinciarini                       |
| Lawal 8                   | Rimbalzi   | 12 Brunner                         |
| Marco Calvani             | Allenatori | Massimiliano Menetti               |

| Arbitri: | Luigi Lamonica (Roseto degli Abruzzi) Marco Giansanti (Roma) Massimiliano Duranti (Càscina) |

|                                               |            |                                    |
| Taylor 25 Antonutti 25 Brunner, Cinciarini 11 | Punti      | 17 Mavunga 15 Brackins 10 Robinson |
| James 4                                       | Assist     | 2 Brackins, Robinson               |
| Brunner 11                                    | Rimbalzi   | 6 Laganà                           |
| Massimiliano Menetti                          | Allenatori | Massimo Cancellieri                |

| Arbitri: | Carmelo Paternicò (Piazza Armerina) Paolo Quacci (Albuzzano) Emanuele Aronne (Viterbo) |

|                                     |            |                                  |
| Fōtsīs 14 Hariston 13 Mpourousīs 11 | Punti      | 23 Taylor 11 James 11 Cinciarini |
| Gentile 3                           | Assist     | 4 Cinciarini                     |
| Mpourousīs 11                       | Rimbalzi   | 11 Cinciarini                    |
| Sergio Scariolo                     | Allenatori | Massimiliano Menetti             |

| Arbitri: | Giampaolo Cicoria (Milano) Alessandro Vicino (Argelato) Maurizio Biggi (Cavenago di Brianza) |

|                                    |            |                                                      |
| Taylor 17 Cinciarini 15 Brunner 10 | Punti      | 12 Barbour 12 Hamilton 10 Cavaliero, Crosariol, Mack |
| Taylor 4                           | Assist     | 5 Cavaliero                                          |
| Brunner 10                         | Rimbalzi   | 8 Mack                                               |
| Massimiliano Menetti               | Allenatori | Giampiero Ticchi                                     |

| Arbitri: | Roberto Chiari (Ponzano Veneto) Carmelo Paternicò (Piazza Armerina) Lorenzo Baldini (Firenze) |

|                                     |            |                                    |
| Burns 18 Freimanis 17 Cinciarini 15 | Punti      | 22 Taylor 20 Brunner 14 Cinciarini |
| Steele, Cinciarini 3                | Assist     | 9 Taylor                           |
| Burns 10                            | Rimbalzi   | 7 Taylor                           |
| Charlie Recalcati                   | Allenatori | Massimiliano Menetti               |

| Arbitri: | Gianluca Mattioli (Pesaro) Saverio Lanzarini (Bologna) Gianluca Sardella (Rimini) |

|                                 |            |                                       |
| Taylor 20 Jeremić 17 Brunner 14 | Punti      | 14 Hasbrouck 12 Poeta 12 Gigli, Smith |
| Brunner, James, Taylor 3        | Assist     | 2 Hasbrouck, Poeta                    |
| Taylor 8                        | Rimbalzi   | 9 Gigli                               |
| Massimiliano Menetti            | Allenatori | Alex Finelli                          |

| Arbitri: | Tolga Sahin (Messina) Mauro Pozzana (Udine) Evangelista Caiazza (Arzano) |

|                            |            |                                    |
| Ere 24 Banks 15 Dunston 14 | Punti      | 29 Taylor 13 Cinciarini 11 Brunner |
| Green 5                    | Assist     | 5 Cinciarini                       |
| Ere 9                      | Rimbalzi   | 12 Brunner                         |
| Frank Vitucci              | Allenatori | Massimiliano Menetti               |

| Arbitri: | Enrico Sabetta (Termoli) Luca Weidmann (Campobasso) Alessandro Martolini (Roma) |

|                                 |            |                                   |
| James 17 Taylor 14 Cinciarini 8 | Punti      | 20 Robinson 14 Reynolds 12 Gibson |
| Taylor 4                        | Assist     | 3 Fultz, Reynolds                 |
| Cinciarini 8                    | Rimbalzi   | 9 Grant                           |
| Massimiliano Menetti            | Allenatori | Piero Bucchi                      |

| Arbitri: | Dino Seghetti (Livorno) Carmelo Lo Guzzo (Pisa) Denny Borgioni (Roma) |

|                                    |            |                                    |
| Easley 23 D. Diener 21 Ignerski 18 | Punti      | 22 Taylor 16 Cinciarini 13 Jeremić |
| T. Diener 12                       | Assist     | 6 Cinciarini                       |
| Ignerski 10                        | Rimbalzi   | 5 Cinciarini, James                |
| Meo Sacchetti                      | Allenatori | Massimiliano Menetti               |

| Arbitri: | Roberto Chiari (Ponzano Veneto) Alessandro Vicino (Bologna) Mark Bartoli (Trieste) |

|                                     |            |                                       |
| Antonutti 24 James 17 Cinciarini 17 | Punti      | 11 Shakur 11 Ivanov 10 Hardy, Johnson |
| Cinciarini 4                        | Assist     | 3 Johnson                             |
| Antonutti, Cinciarini 5             | Rimbalzi   | 10 Johnson                            |
| Massimiliano Menetti                | Allenatori | Gianluca Tucci                        |

| Arbitri: | Gianluca Mattioli (Pesaro) Carmelo Lo Guzzo (Pisa) Alessandro Terreni (Vicenza) |

|                                    |            |                                   |
| Mark'oishvili 19 Tyus 17 Brooks 14 | Punti      | 29 Taylor 10 Cinciarini 7 Jeremić |
| Brooks, Tabu 4                     | Assist     | 3 James                           |
| Brooks 9                           | Rimbalzi   | 8 Taylor                          |
| Andrea Trinchieri                  | Allenatori | Massimiliano Menetti              |

| Arbitri: | Giampaolo Cicoria (Milano) Luca Weidmann (Campobasso) Mauro Pozzana (Udine) |

|                               |            |                                    |
| Jackson 17 Perić 14 Harris 17 | Punti      | 35 Taylor 13 Brunner 12 Cinciarini |
| Vitali 5                      | Assist     | 7 Cinciarini                       |
| Stipanović 9                  | Rimbalzi   | 7 Cinciarini, Taylor               |
| Luigi Gresta                  | Allenatori | Massimiliano Menetti               |

| Arbitri: | Dino Seghetti (Livorno) Massimiliano Filippini (San Lazzaro) Alessandro Martolini (Roma) |

|                                      |            |                                      |
| Taylor 22 Antonutti 17 Cinciarini 14 | Punti      | 17 Akindele 14 Mordente 12 Michelori |
| Cinciarini 6                         | Assist     | 2 Maresca                            |
| Brunner, Cinciarini 6                | Rimbalzi   | 7 Mordente                           |
| Massimiliano Menetti                 | Allenatori | Stefano Sacripanti                   |

##### Girone di ritorno
| Arbitri: | Roberto Chiari (Ponzano Veneto) Paolo Quacci (Albuzzano) Denny Borgioni (Roma) |

|                                   |            |                                  |
| Moss 11 Hackett 10 Kangur, Ress 9 | Punti      | 14 Taylor 10 Siliņš 8 Cinciarini |
| Sanik'idze 6                      | Assist     | 4 Taylor                         |
| Sanik'idze 10                     | Rimbalzi   | 9 Brunner                        |
| Luca Banchi                       | Allenatori | Massimiliano Menetti             |

| Arbitri: | Giampaolo Cicoria (Milano) Marco Giansanti (Roma) Mauro Pozzana (Udine) |

|                                             |            |                                          |
| D. Taylor 26 G. Brunner 14 A. Cinciarini 11 | Punti      | 27 S. Szewczyk 19 Y. Diawara 10 A. Young |
| A. Cinciarini 4                             | Assist     | 5 Guido Rosselli                         |
| G. Brunner 4                                | Rimbalzi   | 7 Y. Diawara, D. Magro                   |
| Massimiliano Menetti                        | Allenatori | Andrea Mazzon                            |

| Arbitri: | Roberto Chiari (Ponzano Veneto) Carmelo Lo Guzzo (Pisa) Massimiliano Duranti (Càscina) |

|                                            |            |                                       |
| D. Taylor 30 D. Slanina 17 M. Antonutti 12 | Punti      | 25 G. Lawal 22 L. Datome 18 J. Taylor |
| D. Taylor 6                                | Assist     | 5 J. Taylor                           |
| R. Cervi 9                                 | Rimbalzi   | 12 G. Lawal                           |
| Massimiliano Menetti                       | Allenatori | Marco Calvani                         |

| Arbitri: | Roberto Begnis (Crema) Massimiliano Filippini (San Lazzaro) Evangelista Caiazza (Arzano) |

|                                                      |            |                                        |
| K. Pinkney 24 T. Rochestie 11 A. Renzi, T. Johnson 7 | Punti      | 26 G. Brunner 14 D. James 12 D. Taylor |
| T. Johnson 6                                         | Assist     | 5 D. Taylor                            |
| A. Renzi 7                                           | Rimbalzi   | 7 G. Brunner                           |
| Massimo Cancellieri                                  | Allenatori | Massimiliano Menetti                   |

| Arbitri: | Guerrino Cerebuch (Trieste) Marco Giansanti (Roma) Guido Federico Di Francesco (Termoli) |

|                                             |            |                                               |
| D. Taylor 19 A. Cinciarini 15 G. Brunner 12 | Punti      | 17 I. Mpourousīs 13 M. Hairston 11 A. Gentile |
| A. Cinciarini 7                             | Assist     | 4 M. Hairston                                 |
| G. Brunner 12                               | Rimbalzi   | 13 I. Mpourousīs                              |
| Massimiliano Menetti                        | Allenatori | Sergio Scariolo                               |

| Arbitri: | Roberto Begnis (Crema) Gianluca Sardella (Rimini) Davide Ramilli (Forlì) |

|                                           |            |                                            |
| R. Stipčević 23 A. Barbour 22 T. Kinsey 9 | Punti      | 20 D. Taylor 16 A. Cinciarini 7 D. Slanina |
| R. Stipčević, T. Thomas 2                 | Assist     | 4 A. Cinciarini                            |
| R. Stipčević 7                            | Rimbalzi   | 6 G. Brunner, M. Antonutti                 |
| Zare Markovski                            | Allenatori | Massimiliano Menetti                       |

| Arbitri: | Dino Seghetti (Livorno) Paolo Quacci (Albuzzano) Mauro Pozzana (Udine) |

|                                          |            |                                         |
| T. Bell 26 G. Brunner 15 M. Antonutti 14 | Punti      | 22 C. Burns 17 L. Campani 11 K. Johnson |
| A. Cinciarini 9                          | Assist     | 7 F. Di Bella                           |
| G. Brunner, R. Cervi 7                   | Rimbalzi   | C. Burns 7                              |
| Massimiliano Menetti                     | Allenatori | Charlie Recalcati                       |

| Arbitri: | Giampaolo Cicoria (Milano) Massimiliano Filippini (San Lazzaro) Lorenzo Baldini (Firenze) |

|                                      |            |                                          |
| J. Pullen 22 G. Poeta 12 S. Smith 12 | Punti      | 24 T. Bell 22 D. Taylor 13 A. Cinciarini |
| G. Poeta 5                           | Assist     | 3 A. Cinciarini                          |
| G. Poeta, S. Smith 7                 | Rimbalzi   | 10 G. Brunner                            |
| Luca Bechi                           | Allenatori | Massimiliano Menetti                     |

| Arbitri: | Dino Seghetti (Livorno) Tolga Sahin (Messina) Alessandro Martolini (Roma) |

|                                            |            |                                      |
| D. Taylor 23 G. Brunner 10 A. Cinciarini 9 | Punti      | 22 B. Dunston 15 E. Ere 13 D. Šakota |
| D. Taylor, A. Cinciarini 2                 | Assist     | 4 A. Banks, M. Green                 |
| D. Taylor 9                                | Rimbalzi   | 7 B. Dunston                         |
| Massimiliano Menetti                       | Allenatori | Francesco Vitucci                    |

| Arbitri: | Carmelo Lo Guzzo (Pisa) Gianluca Mattioli (Pesaro) Luca Weidmann (Campobasso) |

|                                         |            |                              |
| Reynolds 22 Gibson 12 Ndoja, Robinson 9 | Punti      | 24 Bell 17 Taylor 14 Brunner |
| Gibson 2                                | Assist     | 4 Taylor                     |
| Robinson 10                             | Rimbalzi   | 11 Brunner                   |
| Piero Bucchi                            | Allenatori | Massimiliano Menetti         |

| Arbitri: | Enrico Sabetta (Termoli) Gabriele Bettini (Bologna) Gianluca Calbucci (Pomezia) |

|                              |            |                                                 |
| Bell 28 Taylor 22 Brunner 14 | Punti      | 17 T. Diener 14 Ignerski 12 D. Diener, Thornton |
| Cinciarini 7                 | Assist     | 3 T. Diener                                     |
| Brunner 11                   | Rimbalzi   | 7 Easley                                        |
| Massimiliano Menetti         | Allenatori | Meo Sacchetti                                   |

| Arbitri: | Massimiliano Filippini (San Lazzaro) Alessandro Martolini (Roma) Guido Federico Di Francesco (Termoli) |

|                                             |            |                                       |
| L. Johnson 17 K. Ivanov 13 J. Richardson 12 | Punti      | 17 D. Taylor 13 T. Bell 12 G. Brunner |
| J. Lakovič 6                                | Assist     | 5 A. Cinciarini                       |
| K. Ivanov 16                                | Rimbalzi   | 9 G. Brunner                          |
| Cesare Pancotto                             | Allenatori | Massimiliano Menetti                  |

| Arbitri: | Enrico Sabetta (Termoli) Tolga Sahin (Messina) Emanuele Aronne (Viterbo) |

|                                 |            |                                       |
| Bell 18 Cinciarini 11 Brunner 9 | Punti      | 15 Mazzarino 15 Aradori 14 Mancinelli |
| Taylor 5                        | Assist     | 2 Mancinelli                          |
| Brunner, Taylor 8               | Rimbalzi   | 11 Tyus                               |
| Massimiliano Menetti            | Allenatori | Andrea Trinchieri                     |

| Arbitri: | Giampaolo Cicoria (Milano) Roberto Chiari (Ponzano Veneto) Alessandro Terreni (Vicenza) |

|                                                      |            |                                                       |
| D. Taylor 23 A. Cinciarini 19 M. Jeremić, T. Bell 11 | Punti      | 26 H. Perić 13 L. Vitali 13 J. Jackson, A. Stipanović |
| A. Cinciarini 5                                      | Assist     | 5 L. Vitali                                           |
| G. Brunner 10                                        | Rimbalzi   | 13 A. Stipanović                                      |
| Massimiliano Menetti                                 | Allenatori | Luigi Gresta                                          |

| Arbitri: | Massimiliano Filippini (San Lazzaro) Marco Giansanti (Roma) Massimiliano Duranti (Càscina) |

|                                            |            |                                             |
| S. Jelovac 23 G. Maresca 15 M. Mordente 15 | Punti      | 19 A. Cinciarini 18 D. Taylor 12 D. Slanina |
| M. Mordente 7                              | Assist     | 6 A. Cinciarini                             |
| S. Jelovac 19                              | Rimbalzi   | 13 G. Brunner                               |
| Stefano Sacripanti                         | Allenatori | Massimiliano Menetti                        |

#### Play-off
Tutti i turni di playoff si giocano al meglIo delle 7 partite. La squadra con il miglior piazzamento in classifica al termine della stagione regolare gioca in casa gara-1, gara-2 e le eventuali gara-5 e gara-7.
|   | Quarti di finale | G1 | G2 | G3 | G4 | G5 | G6 | G7 |
| - | ---------------- | -- | -- | -- | -- | -- | -- | -- |
| 3 | Virtus Roma      | 58 | 82 | 69 | 71 | 74 | 82 | 72 |
| 6 | Pall. Reggiana   | 70 | 58 | 89 | 68 | 69 | 91 | 59 |

##### Quarti di finale
| Arbitri: | Roberto Begnis (Crema) Alessandro Martolini (Roma) Mauro Pozzana (Udine) |

|                                       |            |                                          |
| L. Datome 19 J. Taylor 12 G. Lawal 11 | Punti      | 17 D. Taylor 15 T. Bell 10 A. Cinciarini |
| J. Taylor 4                           | Assist     | 3 G. Brunner, A. Cinciarini              |
| G. Lawal 11                           | Rimbalzi   | 5 G. Brunner                             |
| Marco Calvani                         | Allenatori | Massimiliano Menetti                     |

| Arbitri: | Paolo Taurino (Vignola) Luca Weidmann (Campobasso) Gianluca Sardella (Rimini) |

|                             |            |                                |
| Datome 20 Lóránt 14 Goss 13 | Punti      | 13 Taylor 12 Bell 10 Antonutti |
| Bailey, Goss 3              | Assist     | 2 Antonutti, D. Cinciarini     |
| Czyż 8                      | Rimbalzi   | 6 D. Cinciarini                |
| Marco Calvani               | Allenatori | Massimiliano Menetti           |

| Arbitri: | Carmelo Paternicò (Piazza Armerina) Tolga Sahin (Messina) Mauro Pozzana (Udine) |

|                                         |            |                             |
| Taylor 20 Antonutti 17 A. Cinciarini 16 | Punti      | 20 Datome 11 Goss 11 Bailey |
| Brunner 5                               | Assist     | 4 D'Ercole                  |
| A. Cinciarini, Taylor 4                 | Rimbalzi   | 7 Czyż                      |
| Massimiliano Menetti                    | Allenatori | Marco Calvani               |

| Arbitri: | Gianluca Mattioli (Pesaro) Roberto Chiari (Ponzano Veneto) Alessandro Vicino (Argelato) |

|                                    |            |                              |
| Taylor 19 Bell 13 A. Cinciarini 10 | Punti      | 20 Datome 18 Taylor 12 Jones |
| A. Cinciarini 6                    | Assist     | 3 Goss                       |
| Taylor 7                           | Rimbalzi   | 8 Taylor                     |
| Massimiliano Menetti               | Allenatori | Marco Calvani                |

| Arbitri: | Guerino Cerebuch (Trieste) Massimiliano Filippini (San Lazzaro) Lorenzo Baldini (Firenze) |

|                            |            |                                       |
| Jones 16 Goss 15 Datome 15 | Punti      | 12 Brunner 12 A. Cinciarini 10 Taylor |
| Goss, Taylor 4             | Assist     | 5 A. Cinciarini                       |
| Datome, Jones 9            | Rimbalzi   | 7 Taylor                              |
| Marco Calvani              | Allenatori | Massimiliano Menetti                  |

| Arbitri: | Saverio Lanzarini (Bologna) Tolga Sahin (Messina) Mauro Pozzana (Udine) |

|                                    |            |                                   |
| Taylor 22 Bell 17 A. Cinciarini 12 | Punti      | 23 Datome 14 Goss 13 Jones, Lawal |
| A. Cinciarini 7                    | Assist     | 5 Goss                            |
| Bell 6                             | Rimbalzi   | 4 Datome, Lawal                   |
| Massimiliano Menetti               | Allenatori | Marco Calvani                     |

| Arbitri: | Guerrino Cerebuch (Trieste) Dino Seghetti (Livorno) Luca Weidmann (Campobasso) |

|                            |            |                                       |
| Lawal 16 Datome 15 Goss 14 | Punti      | 23 A. Cinciarini 12 Taylor 10 Brunner |
| Taylor 4                   | Assist     | 2 A. Cinciarini, Taylor               |
| Jones 10                   | Rimbalzi   | 6 Brunner                             |
| Marco Calvani              | Allenatori | Massimiliano Menetti                  |

### Coppa Italia
Grazie al sesto posto in classifica ottenuto al termine del girone d'andata la Pall. Reggiana ha ottenuto il diritto a partecipare alle Final Eight di Coppa Italia che si è tenuta dal 7 al 10 febbraio al Mediolanum Forum di Assago e che ha visto la vittoria per la quinta volta consecutiva della Mens Sana Siena.
|   | Squadra         | Risultato |
| - | --------------- | --------- |
| 3 | Mens Sana Siena | 82        |
| 6 | Pall. Reggiana  | 73        |

| Arbitri: | Enrico Sabetta (Termoli) Tolga Sahin (Messina) Gabriele Bettini (Bologna) |

| |            | |
| Brown 22 Janning 17 Moss 17 | Punti      | 20 Brunner 13 Antonutti 12 A. Cinciarini, Jeremić                                                                                     |
| Hackett 6 | Assist     | 8 A. Cinciarini |
| Hackett, Kangur 6 | Rimbalzi   | 5 Brunner |
| 6 Brown· 8 Eze· 11 Kangur· 22 Janning· 34 Moss 10 Rašić· 13 Sanik'idze· 14 Ress· 16 Ortner· 18 Lechthaler· 21 Neri· 23 Hackett | Formazioni | 7 Taylor· 8 Brunner· 9 Antenotti· 13 Slanina· 20 Cinciarini 4 Jeremić· 5 James· 11 Veccia· 12 Filloy· 14 Cervi· 15 Siliņš· 16 Deguara |
| Luca Banchi | Allenatori | Massimiliano Menetti |

## Statistiche

### Statistiche di squadra
| Competizione   | Punti | In casa | In casa | In casa | In casa | In casa | In trasferta | In trasferta | In trasferta | In trasferta | In trasferta | Totale | Totale | Totale | Totale | Totale | Totale |
| Competizione   | Punti | G       | V       | P       | PF      | PS      | G            | V            | P            | PF           | PS           | G      | V      | P      | PF     | PS     | DIF    |
| -------------- | ----- | ------- | ------- | ------- | ------- | ------- | ------------ | ------------ | ------------ | ------------ | ------------ | ------ | ------ | ------ | ------ | ------ | ------ |
| Serie A        | 36    | 15      | 10      | 5       | 1214    | 1074    | 15           | 8            | 7            | 1114         | 1127         | 30     | 18     | 12     | 2328   | 2201   | +127   |
| Play-off       | -     | 3       | 2       | 1       | 248     | 222     | 4            | 1            | 3            | 256          | 286          | 7      | 3      | 4      | 504    | 508    | -4     |
| Totale Serie A | -     | 18      | 12      | 6       | 1462    | 1296    | 19           | 9            | 10           | 1370         | 1413         | 37     | 21     | 16     | 2832   | 2079   | +123   |
| Coppa Italia   | -     | -       | -       | -       | -       | -       | -            | -            | -            | -            | -            | 1      | 0      | 1      | 73     | 82     | -9     |
| Totale         | -     | 18      | 12      | 6       | 1462    | 1296    | 19           | 9            | 10           | 1370         | 1413         | 38     | 21     | 17     | 2905   | 2791   | +114   |

### Statistiche dei giocatori
| Giocatore     | Serie A | Serie A | Serie A | Serie A | Coppa Italia | Coppa Italia | Coppa Italia | Coppa Italia | Totale | Totale | Totale | Totale |
| Giocatore     | PG      | PTI     | AST     | RIM     | PG           | PTI          | AST          | RIM          | PG     | PTI    | AST    | RIM    |
| ------------- | ------- | ------- | ------- | ------- | ------------ | ------------ | ------------ | ------------ | ------ | ------ | ------ | ------ |
| G. Allodi     | 0       | 0       | 0       | 0       | 0            | 0            | 0            | 0            | 0      | 0      | 0      | 0      |
| M. Antonutti  | 34      | 274     | 11      | 104     | 1            | 13           | 1            | 3            | 35     | 287    | 12     | 107    |
| T. Bell       | 18      | 251     | 15      | 43      | 0            | 0            | 0            | 0            | 18     | 251    | 15     | 43     |
| G. Brunner    | 36      | 385     | 69      | 263     | 1            | 20           | 0            | 5            | 37     | 405    | 69     | 268    |
| R Cervi       | 36      | 74      | 5       | 93      | 1            | 3            | 1            | 1            | 37     | 77     | 6      | 94     |
| A. Cinciarini | 37      | 464     | 157     | 170     | 1            | 12           | 8            | 2            | 38     | 476    | 165    | 172    |
| M. Defant     | 0       | 0       | 0       | 0       | 0            | 0            | 0            | 0            | 0      | 0      | 0      | 0      |
| S. Deguara    | 1       | 0       | 0       | 0       | 0            | 0            | 0            | 0            | 1      | 0      | 0      | 0      |
| D. Filloy     | 33      | 128     | 16      | 87      | 0            | 0            | 0            | 0            | 33     | 128    | 16     | 87     |
| D. James      | 19      | 136     | 30      | 45      | 1            | 0            | 0            | 1            | 20     | 136    | 30     | 46     |
| M. Jeremić    | 37      | 243     | 20      | 78      | 1            | 12           | 0            | 3            | 38     | 255    | 20     | 81     |
| F. Mussini    | 2       | 0       | 0       | 0       | 0            | 0            | 0            | 0            | 2      | 0      | 0      | 0      |
| O. Siliņš     | 27      | 43      | 3       | 39      | 1            | 0            | 0            | 0            | 28     | 43     | 3      | 39     |
| D. Slanina    | 35      | 145     | 18      | 31      | 1            | 3            | 1            | 1            | 36     | 148    | 19     | 32     |
| D. Taylor     | 37      | 687     | 86      | 163     | 1            | 10           | 2            | 3            | 38     | 697    | 88     | 166    |
| F. Veccia     | 11      | 2       | 1       | 2       | 0            | 0            | 0            | 0            | 11     | 2      | 1      | 2      |